# Move In Spectrums
 Move in Spectrums  es el cuarto álbum de la banda de dream pop de Brooklyn (Nueva York) Au Revoir Simone. Fue publicado el 24 de septiembre de 2013 por la productora Moshi Moshi.

## Canciones incluidas
1. "More than" - 4:47
2. "The lead is galloping" - 2:32
3. "Crazy" - 2:55
4. "We both know" - 4:51
5. "Just like a tree" - 4:28
6. "Somebody Who" - 3:24
7. "Gravitron" - 4:31
8. "Boiling point" - 4:33
9. "Love you don't know me" - 2:55
10. "Hand over hand" - 5:07
11. "Let the night win" - 5:30

## Vídeos musicales
1. Somebody Who en YouTube.. Lanzado el 5 de agosto de 2013.